# Richard Coke

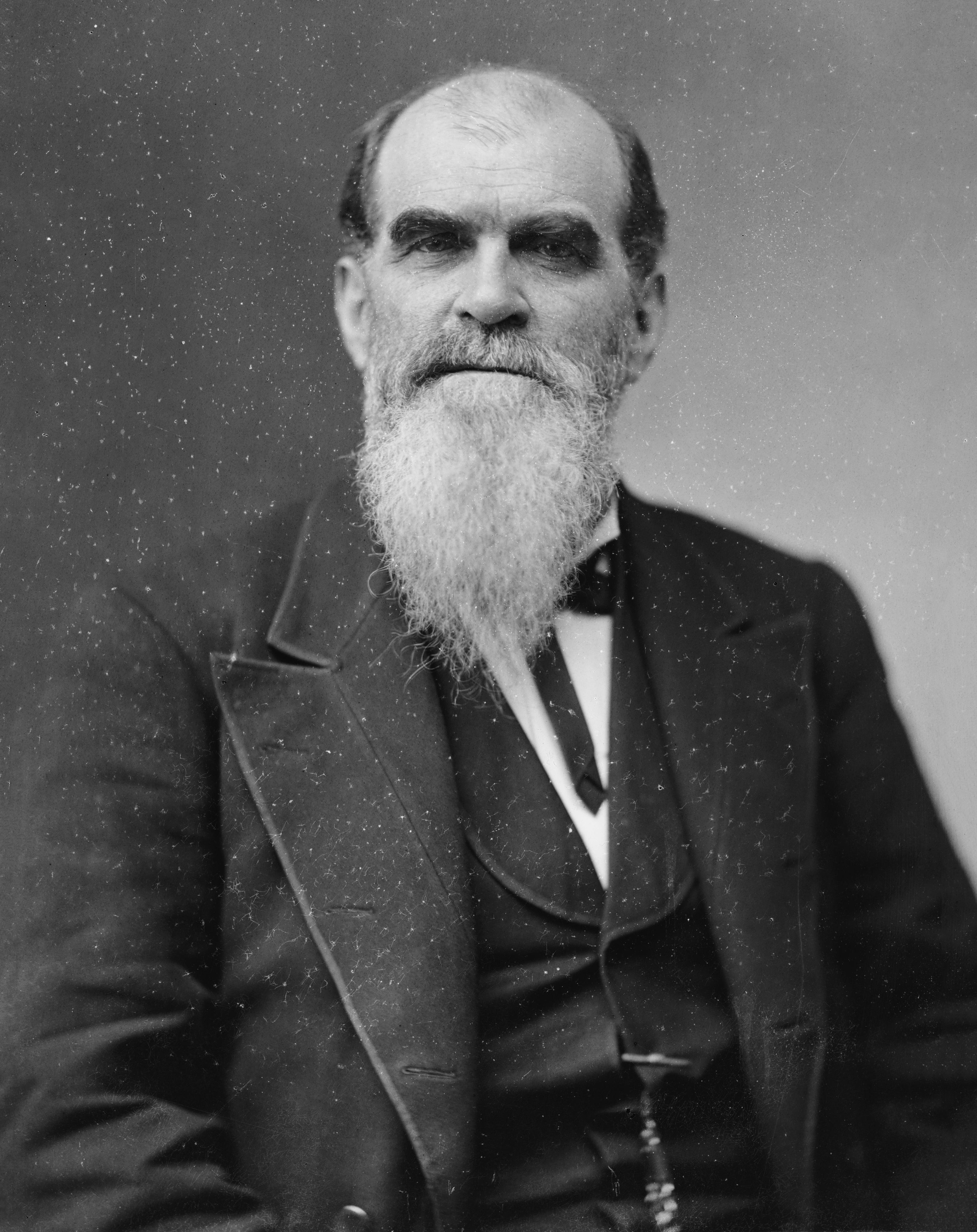
Richard Coke

Richard Coke, född 13 mars 1829 i James City County, Virginia, död 14 maj 1897 i Waco, Texas, var en amerikansk demokratisk politiker. Han var den femtonde guvernören i Texas 1874-1876. Han representerade Texas i USA:s senat 1877-1895. Han kallades "Old Brains" av sina beundrare.

## Antebellum
Coke utexaminerades 1849 från The College of William & Mary. Han studerade sedan juridik och inledde 1850 sin karriär som advokat i Waco. Han gifte sig 1852 med Mary Evans Horne. Parets båda döttrar dog som barn och de båda sönerna avled innan de hade fyllt trettio år.

## Inbördeskriget
Coke deltog i amerikanska inbördeskriget i sydstatsarmén och befordrades till kapten.

## Guvernör och senator
Coke var domare i Texas högsta domstol 1866-1867. Han besegrade ämbetsinnehavaren Edmund J. Davis i guvernörsvalet i Texas 1873 och tillträdde som guvernör den 15 januari 1874. Han efterträddes 1876 av Richard B. Hubbard. Coke efterträdde 1877 Morgan C. Hamilton som senator för Texas. Han omvaldes två gånger. Han kandiderade inte en fjärde gång till senaten utan efterträddes 1895 av Horace Chilton.

## Gravplats
Cokes grav finns på Oakwood Cemetery i Waco.